# Agrotis desillii
Agrotis desillii är en fjärilsart som beskrevs av Pierret 1839. Agrotis desillii ingår i släktet Agrotis och familjen nattflyn. Inga underarter finns listade i Catalogue of Life.